# Ankica
Ankica je žensko osebno ime.

## Izvor imena
Ime Ankica je različica ženskega osebnega imena Ana.

## Pogostost imena
Po podatkih Statističnega urada Republike Slovenije je bilo na dan 31. decembra 2007 v Sloveniji število ženskih oseb z imenom Ankica: 332.

## Osebni praznik
Osebe z imenom Ankica godujejo takrat kot osebe z imeno Ana.